# 慶光院利映
慶光院 利映（けいこういん よしてる）は、日本の技術者。メムス・コア代表取締役社長。

## 経歴
神宮式年遷宮の復興に尽力した慶光院の遺跡を継承した慶光院家の直系に生まれた。
日立製作所に務めたのち、メムス・コアに転じた。
令和6年（2024年）1月26日、株主総会・取締役会が開催され、メムス・コア代表取締役社長に就任した。同年、慶光院曳の由緒書きを執筆した。

## 著作

### 論文（共著）
- 村田好正、大谷俊介、早川和延、三宅静雄「中低速電子の結晶によるエネルギー損失の測定」『日本物理学会年会講演予稿集』1969年、148頁、doi:10.11316/jpsgaiyoi.24.4.0_148_1。

### 寄稿
- 「マイクロマシン/MEMS加工・試作・製造サービス」『日本機械学会誌』第127巻第1265号、2024年4月5日、24-25頁、doi:10.1299/jsmemag.127.1265_24。

## 特許

### 単独発明者として
- JP H05191224, "同期化回路",  assigned to 日立製作所

### 共同発明者として
- JP H09246731, "配線基板およびその製造方法ならびに配線基板の試験方法",  assigned to 日立製作所
- JP 2008188123, "神経信号用プローバ、神経信号出力装置、神経信号記録装置、神経刺激装置及び神経信号入出力装置",  assigned to 国立循環器病センター and メムス・コア